# پروگرن
پروگرن (به آلمانی: Pruggern) یک منطقهٔ مسکونی در اتریش است که در Expositur Gröbming واقع شده‌است. پروگرن ۲۱٫۷۴ کیلومتر مربع مساحت دارد ۶۹۰ متر بالاتر از سطح دریا واقع شده‌است.